# Martins Dukurs
Martins Dukurs (* 31. března 1984 Riga) je lotyšský skeletonista. Trénuje ho jeho otec Dainis Dukurs, bývalý bobista a manažer závodní dráhy v Siguldě. Skeletonistou je i jeho starší bratr Tomass Dukurs. Martins Dukurs vystudoval ekonomii na Latvijas Universitāte v Rize. Je ženatý, má dvě dcery. Pětkrát byl zvolen lotyšským sportovcem roku (2010, 2011, 2013, 2014 a 2015), v roce 2010 mu byl udělen Řád tří hvězd.
Je čtyřnásobným mistrem světa na skeletonu z let 2011, 2012, 2015 a 2016, v roce 2013 skončil druhý. Titul mistra Evropy vybojoval šestkrát po sobě v letech 2010 až 2015, v roce 2016 se o prvenství dělil s bratrem Tomassem. Vyhrál v kariéře 44 závodů Světového poháru, celkové prvenství získal v letech 2010-2016. Na ZOH 2006 skončil na sedmém místě, na ZOH 2010 a ZOH 2014 získal stříbrné medaile. Na olympiádě 2010 byl vlajkonošem lotyšské výpravy.